# Ewuakpe
Ewuakpe, de son nom de naissance Idova, est le vingt-sixième Oba du Bénin qui règne sur le Royaume du Bénin entre 1700 et 1712. Son règne est marqué par une guerre civile due à son autoritarisme et des sacrifices humains, particulièrement après la mort de sa mère Ewebonoza. L'intervention de son épouse Iden permet de restaurer l'ordre et l'allégeance des Edos. 
Les dates de son règne sont incertaines, certaines sources situant le début des troubles dans les années 1690. Ewuakpe rétablit le principe de primogéniture, ce qui réduit le pouvoir des Obas et provoque des conflits de succession après sa mort, notamment entre ses fils Ozuere et Akenzua. Les représentations artistiques de son règne témoignent de cette période de transition vers la paix. 

## Biographie

### Crise interne
Le prince Idova monte sur le trône des Oba du Bénin et prend le nom d'Ewuakpe vers 1700. Son accession au trône fait suite à une importante période de crise de succession durant laquelle six Oba, issus de branche dynastiques différentes, se succèdent sans laisser de trace au sein de la tradition orale. Lors de l'accession au trône, Ewuakpe fait face à deux problèmes qui l'empêchent de gouverner en tant que monarque absolu : il est très jeune et n'est initialement pas destiné à devenir Oba. Il aurait en effet accédé au trône car son père, nommé par l'Uzama, refuse d'y accéder.
Selon la tradition orale, son règne coïncide avec l'émergence d'une importante guerre civile. Les protestations concernent l'autoritarisme du monarque et son manque de respect pour les vies humaines. Ewuakpe organise des exécutions publiques et des massacres, notamment lors du décès de sa mère Ewebonoza. Face à cela, Ewuakpe consulte les prêtres qui lui indiquent qu'un nouveau sacrifice important est demandé et Iden, l'une des femmes d'Ewuakpe, se propose afin de se sacrifier comme le Christ pour expier le pêché des autres. Au terme du rituel sacrificiel, certains tributaires prêtent de nouveau serment et les Edos prêtent à leur tour allégeance au nouvel Oba.
Cependant, il y a des incertitudes chronologiques. S'il est avéré que le royaume du Bénin traverse d'importantes révoltes, leur date est potentiellement antérieures au début du règne d'Ewuakpe. Durant son règne, il y fait toutefois face. C'est Egharevba qui place d'abord ces événements vers 1700, en relation avec le début de règne d'Ewuakpe. Mais d'après Brabudy, cette guerre civile débute déjà vers 1690. Les rapports des Européens ne mentionnent pas le nom de l'Oba, ce qui ne permet pas de confirmer l'une ou l'autre date. Ces troubles s'accompagnent de changement économiques qui transfère le contrôle des biens commerciaux des Obas vers des acteurs intermédiaires de la côte.
La reconstruction historique permet dès lors de dater le début de la crise vers 1689 avec différentes phases, tout en acceptant les faits relayés de la tradition orale en 1701 concernant d'importants sacrifices humains effectués à la mort de sa mère. Plusieurs documents coloniaux corroborent ces faits.

### Changement constitutionnels
Après la période des crises de succession, Ewuakpe remet en vigueur le principe de primogéniture. Il revient aux principes établis par Ozolua visant à réinstaurer pleinement le principe de succession au sein de l'institution des Obas. Cependant, pour parvenir à cela, il accepta de refuser à certains droits de succession, ce qui réduit le pouvoir et la légitimité des Obas du Bénin. 
Après le décès d'Ewuakpe, de nouveaux conflits de succession naissent afin de préserver la primogéniture établie par ce dernier. Ces luttes se déroulent tout d'abord entre les deux fils d'Ewuakpe, Ozuere et Akenzua I, mais plus entre les différentes branches dynastiques de la première lignée d'Eweka Ier. La guerre civile qui accompagne le règne d'Ewuakpe n'est toujours pas terminée et se relance à la suite de son décès. Ozuere, le second fils d'Ewuakpe, usurpe le trône avec l'aide de quelques chefs, contrairement à la loi adoptée par son père. Son règne est remis en question et une nouvelle guerre civile éclate. Au terme de plusieurs semaines, il est destitué et Akenzua Ier est intrônisé.

## Postérité
Durant le règne d'Ewuakpe, l'art est exploité d'une nouvelle manière afin de symboliser les changements opérés durant le règne, et non plus uniquement afin de commémorer les changements passés. L'art représente dès lors une forme de témoin contemporain primaire de cette période. Les changements constitutionnels apportés par Ewuakpe permettent à ses successeurs de renforcer la monarchie et rétablir progressivement leur hégémonie. Les Obas se préoccupent davantage de renforcer et démontrer leur légitimité que de glorifier les succès militaires comme le faisaient les Obas de la période des rois guerriers, initié par Ewuare. Dans l'art béninois, Ewuakpe est tout d'abord représenté comme un Oba porté par des esclaves malades, puis par la suite comme un Oba parvenant à rétablir la paix. 

## Problème chronologique
La période de succession entre Ohuan et Ewuakpe fournit trop peu d'informations pour déterminer précisément sa date de règne. Cependant, la tradition ainsi que plusieurs recherches tendent à confirmer que la guerre civile que traverse le royaume du Bénin débutent peu après l'ascencion sur le trône d'Ewuakpe. La date de début de règne serait dès lors avant 1689 et non en 1700 tel qu'évoqué par la tradition orale. Il est également probable qu'une confusion existe entre Ewuakpe et Akenzua au point qu'Ozuere, le successeur d'Ewuakpe, soit omis par plusieurs réécritures chronologiques. L'hypothèse retenue serait que contrairement à la tradition orale, la guerre civile ne s'achève pas durant le règne d'Ewuakpe mais soit relancée sous d'autres formes durant les règnes suivants, jusqu'à s'achever en 1735 durant le règne d'Akuenza I.